# Rodezja Południowa na Igrzyskach Imperium Brytyjskiego 1938
Rodezja Południowa na Igrzyskach Imperium Brytyjskiego w 1938 roku w Sydney wystartowała jako jedna z 15 reprezentacji. Była to trzecia edycja tej imprezy sportowej oraz drugi start rodezyjskich zawodników. Reprezentacja zajęła dziesiąte miejsce w generalnej klasyfikacji medalowej igrzysk, zdobywając dwa brązowe medale.

## Medale
| Dyscyplina | Złoto | Srebro | Brąz | Razem |
| ---------- | ----- | ------ | ---- | ----- |
| Boks       | -     | -      | 2    | 2     |

### Medaliści
Boks
- William Fulton - waga lekka (do 60 kg)
- Andrew Tsirindonis - waga półśrednia (do 67 kg)

## Skład reprezentacji
Boks
Mężczyźni:
- William Fulton - waga lekka (3. miejsce)
- Andrew Tsirindonis - waga półśrednia (3. miejsce)

 Lekkoatletyka
Mężczyźni:
- Cecil V. LeSeur - bieg na 100 jardów (odpadł w eliminacjach), bieg na 220 jardów (odpadł w eliminacjach),
- Ian M. Barratt - skok o tyczce (6. miejsce)

 Pływanie
Mężczyźni:
- V. Aitken - 110 jardów stylem dowolnym (odpadła w eliminacjach), 440 jardów stylem dowolnym (odpadła w eliminacjach)
- R. Baker - 110 jardów stylem dowolnym (odpadła w eliminacjach)